# الوحي التدريجي (البهائية)
الوحي التدريجي تعليمٌ أساسي في الدين البهائي، يُشير إلى أن الحقيقة الدينية تُكشف من الله تدريجيًا ودوريًا على مر الزمن من خلال سلسلة من الرسل الإلهيين، وأن هذه التعاليم مُصممة لتناسب احتياجات زمان ومكان ظهورها. وهكذا، تُقرّ التعاليم البهائية بالأصل الإلهي للعديد من الأديان العالمية كمراحل مختلفة في تاريخ دين واحد، مع الاعتقاد بأن وحي بهاء الله هو الأحدث (وإن لم يكن الأخير—فلن يكون هناك آخر)، وبالتالي الأكثر ملاءمةً للمجتمع الحديث.
هذا التعليم هو تفاعل بين تعاليم أبسط وتداعياتها. يرتبط المفهوم الأساسي ارتباطًا وثيقًا بآراء البهائية حول وحدة الله الجوهرية، وطبيعة الأنبياء، المُسمّين بالمظاهر الإلهية. كما أنه يرتبط بآراء البهائية حول غاية وطبيعة الدين، والشرائع، والمعتقد، والثقافة، والتاريخ. ومن هنا، يُنظر إلى الوحي على أنه تدريجي ومستمر، وبالتالي لا ينقطع أبدًا.

## الدورات التقدمية

### الإعفاءات
يؤمن البهائيون بأن الله يُظهر إرادته للبشرية بانتظام وبشكل دوري من خلال رسله/أنبيائه، الذين يُطلق عليهم اسم مظاهر الله. يُبرم كل رسول بدوره عهدًا ويؤسس دينًا. ووفقًا للكتابات البهائية، فإن عملية الوحي هذه لا تنقطع أبدًا، وهو ما يتعارض مع العديد من المعتقدات الأخرى التي تؤمن بنهاية نبيها/رسولها. الفكرة العامة للأديان المتعاقبة والمستمرة التي أسستها مظاهر الله هي وجود ميل للتطور، وأن كل مظهر من مظاهر الله يجلب قدرًا أكبر من الوحي (أو الدين) للبشرية من سابقه. يُقال إن الاختلافات في الوحي الذي جلبته مظاهر الله ليست متأصلة في خصائص مظهر الله، بل تُعزى إلى عوامل دنيوية واجتماعية وبشرية مختلفة؛ هذه الاختلافات تتوافق مع «ظروف» و«متطلبات العصر المتغيرة» و«القدرات الروحية» للبشرية. ويُنظر إلى هذه الاختلافات على أنها ضرورية لأن المجتمع البشري تطور ببطء وتدريجيًا عبر مراحل أعلى من التوحيد من الأسرة إلى القبائل ثم الأمم.
وهكذا يُنظر إلى الحقيقة الدينية على أنها نسبية بالنسبة لمتلقيها وليست مطلقة؛ وفي حين أعلن الرسل الحقائق الأخلاقية والروحية الأبدية التي يتجدد كل رسول منها، فقد غيروا رسالتهم أيضًا لتعكس التطور الروحي والمادي الخاص للبشرية في وقت ظهور الرسول. وفي وجهة النظر البهائية، بما أن القدرة الروحية للبشرية واستقبالها قد ازدادا بمرور الوقت، فإن مدى تفسير هذه الحقائق الروحية يتغير.
أوضح بهاء الله، مؤسس الديانة البهائية، أن ظهور الرسل المتعاقبين كان بمثابة مجيء الربيع السنوي، الذي يجلب حياة جديدة للعالم الذي أهمل تعاليم الرسول السابق. كما استخدم تشبيهًا للعالم بالجسد البشري، والوحي كرداء «العدل والحكمة».
متى ما أدّى هذا الثوب غرضه، سيجدّده الله تعالى لا محالة. فكل عصر يتطلب قدرًا جديدًا من نور الله. وكل وحي إلهي نزل بما يتناسب مع ظروف العصر الذي ظهر فيه.
ذكر بهاء الله في كتاب الإيقان أن الله سيجدد «مدينة الله» كل ألف عام تقريبًا، وذكر على وجه التحديد أن ظهورًا جديدًا لله لن يظهر خلال 1000 عام من رسالة بهاء الله.
أشار بهاء الله إلى محمد، ويسوع، وموسى وزرادشت باعتبارهم من مؤسسي الدين، الذين وُصفوا بمظاهر الله، كما أشار إلى نفسه وسلفه حضرة الباب. كما أشار بهاء الله، صراحةً أو ضمناً، إلى آدم ونوح وصالح وهود ونبيٍّ من الصابئة لم يُذكر اسمه، باعتبارهم رسل الله. لم تذكر أعمال بهاء الله الموجودة اليوم بوذا أو كريشنا كمظهرين، لكن ابنه عبد البهاء ذكر في أعماله أن بوذا وكريشنا كانا بالفعل مظهرين لله.

### الدورات الكونية
بالإضافة إلى فكرة الكشف التدريجي عن الدين من نفس الإله من خلال أنبياء/رسل مختلفين، توجد أيضًا في الأدب البهائي فكرة الدورة العالمية، والتي تمثل سلسلة من الإعفاءات، وتستخدم لتصنيف التاريخ البشري والتطور الاجتماعي بعدة طرق. يُنظر إليها على أنها مجموعة فرعية من تسلسل الوحي التدريجي، وتتكون حاليًا من دورتين.
الدورة الآدمية، المعروفة أيضًا بالدورة النبوية، بدأت منذ حوالي 6000 عام بظهور الله المذكور في مختلف الكتب المقدسة باسم آدم، وانتهت ببعثة محمد. في هذه الدورة، يؤمن البهائيون بأن مظاهر الله استمرت في دفع الحضارة الإنسانية على فترات منتظمة من خلال الوحي التدريجي. الديانات الإبراهيمية والديانات الدارمية هي اعترافات جزئية بهذه الدورة، من وجهة نظر البهائية.
في المعتقد البهائي، بدأت الدورة البهائية، أو دورة الإنجاز، مع الباب وتشمل بهاء الله، وستستمر لمدة خمسمائة ألف عام على الأقل مع ظهور العديد من مظاهر الله طوال ذلك الوقت. ورد في الأدب البهائي أن مظاهر الله في الدورة الآدمية، بالإضافة إلى جلب تعاليمها الخاصة، تنبأت بدورة الإنجاز.

## الاستعارات
يُشرح مفهوم الوحي التدريجي بمزيد من التفصيل في الكتابات البهائية باستعارات عديدة. تشمل هذه الاستعارات الدورة اليومية والفصلية والتدرج في المدرسة.

### الدورات اليومية والموسمية
يُشبَّه مجيء كل رسول جديد وما يحمله من تعاليم بقدوم الربيع، إذ تُعيد هذه التعاليم الحياة إلى العالم الذي أصبح ميتًا وباردًا روحيًا بسبب إهمال تعاليم الرسول السابق. ويُوصف مجيء الرسول أيضًا من خلال استعارة الدورة اليومية للشمس. ويُشبَّه هنا ظهور تجلي الله بشروق الشمس الروحية. ثم تمتد تعاليم هذا الرسول وتتعمق نحو الظهر والعصر، ولكن مع غروب الشمس، تقلّ التعاليم وضوحًا.

### الدين كمدرسة
تُعتبر الأشكال الأولى للدين، في العديد من الكتابات البهائية، أشبه بالمدرسة المبكرة. ومن هذا المنظور، تنضج البشرية، كالطفل، وتكتسب قدرة أكبر على استيعاب الأفكار المعقدة مع تقدمها في السن وتطورها الدراسي. في كل مرة يظهر فيها رسول إلهي، تكون الرسالة المُعطاة مناسبة لدرجة نضج البشرية. ومن هذا المنظور، قد يفسر كل دين الحقيقة بشكل مختلف وفقًا لاحتياجات متلقي التعاليم. وقد سُئل بهاء الله عدة أسئلة حول طبيعة الاختلافات في الأديان ورسل الله والشرائع الدينية. وكان رده إشارة إلى الوحي التدريجي:
الطبيب العليم يُدرك نبض البشرية. يُدرك الداء، ويصف، بحكمته الثاقبة، الدواء. لكل عصر مشكلته، ولكل نفس طموحها الخاص. العلاج الذي يحتاجه العالم في آلامه الحالية لا يمكن أن يكون هو نفسه الذي قد يتطلبه عصرٌ لاحق. اهتمّوا باهتمامٍ كبير باحتياجات عصركم، وركزوا تفكيركم على مُقتضياته ومتطلباته.

## الحقيقة الدينية نوعا
يعتقد البهائيون أن التعاليم الدينية نوعان: حقيقة روحانية جوهرية، وبنى اجتماعية زائلة. قد تشمل هذه الأخيرة قوانين السلوك، والنظام الغذائي، والمؤسسات، والطقوس، ومعاملة المجرمين. وقد تتغير هذه بشكل كبير من رسول إلى آخر. أما الأولى، فهي جوهرية ولا تتغير، ربما إلا في عرضها الثقافي. لذا، يُنظر إلى تجلي الله على أنه يعيد الحقيقة الجوهرية، ويعيد المؤمنين إلى الممارسة الصحيحة. وفي الوقت نفسه، يزيل التجلي البنى الاجتماعية الزائدة أو الفاسدة، ويخلق تنظيمًا اجتماعيًا يدعم تطور البشرية.

## أنواع الديانات والمؤسسين الدينيين
يعتبر البهائيون مؤسسي «الأديان العالمية الكبرى» مظاهر لله. وتشمل القائمة التي يشير إليها البهائيون عادةً كريشنا، وبوذا، وزرادشت، وإبراهيم، وموسى، وعيسى، ومحمد، والباب، وبهاءالله. بالإضافة إلى مظاهر الله، تتضمن الكتابات البهائية فئة من الأنبياء الأقل شأناً الذين يعكسون نور المظاهر، لكنهم ليسوا وسطاء إلهيين مستقلين؛ ولا توجد قائمة محددة للأنبياء الأقل شأناً.
تشير الكتابات البهائية أيضًا إلى شخصيات أخرى غير معروفة جيدًا، أو اختفت أديانها تقريبًا. علاوة على ذلك، يؤكد شوقي أفندي وجود أديان سابقة لا تُحصى، والتي لا نعرف عنها شيئًا في العصر الحديث:
هذه الأديان ليست الأديان الحقيقية الوحيدة التي ظهرت في العالم، بل هي الوحيدة التي لا تزال قائمة. لطالما وُجد أنبياء ورسل إلهيون، يشير القرآن إلى العديد منهم. لكن الأديان الوحيدة الموجودة هي المذكورة آنفًا.

## تأسيس النصوص
في كتاب الإيقان، يصف بهاء الله العلاقات بين العديد من الأنبياء الإبراهيميين وكيف قبل كل منهم السابق، ولكن تم رفضه من قبل أتباع النبي السابق. ويستخدم هذه الأمثلة لتسليط الضوء على شرعية الباب للقارئ، حيث تم تأليف الكتاب إجابة على بعض أسئلة عم الباب.

## الملاحظات
1. 1 2 3 4 5  Smith، Peter (2000). "Progressive revelation". A concise encyclopedia of the Baháʼí Faith. Oxford: Oneworld Publications. ص. 276–277. ISBN:1-85168-184-1. مؤرشف من الأصل في 2025-01-15.
2. ↑  Effendi، Shoghi (1974). Baháʼí Administration. Wilmette, Illinois, USA: Baháʼí Publishing Trust. ص. 185. ISBN:0-87743-166-3.
3. ↑  عبد البهاء, The Promulgation of Universal Peace, p. 378. نسخة محفوظة 2024-11-30 على موقع واي باك مشين.
4. 1 2 3 4 5  Lundberg، Zaid (مايو 1996). Baha'i Apocalypticism: The Concept of Progressive Revelation. Department of History of Religion at the Faculty of Theology, Lund University. مؤرشف من الأصل في 2025-03-30. اطلع عليه بتاريخ 2006-11-25.
5. ↑  Gleanings, pg. 81. نسخة محفوظة 2024-12-17 على موقع واي باك مشين.
6. ↑  The Kitáb-i-Íqán, pg. 199. نسخة محفوظة 2024-12-09 على موقع واي باك مشين.
7. ↑  McMullen، Michael D. (2000). The Baha'i: The Religious Construction of a Global Identity. Atlanta, Georgia: Rutgers University Press. ص. 7. ISBN:0-8135-2836-4. مؤرشف من الأصل في 2023-05-21.
8. ↑  The Kitáb-i-Aqdas, gr. 37. نسخة محفوظة 2024-05-21 على موقع واي باك مشين.
9. ↑  Abdul-Baha (1 Jan 2006). Paris Talks: Addresses Given by ʻAbdu'l-Bahá in 1911 (بالإنجليزية). Baha'i Publishing Trust. ISBN:9781931847322.
10. ↑  ʻAbdu'l-Bahá (1990) [1908]. Some Answered Questions (ط. Softcover). Wilmette, Illinois, USA: Baháʼí Publishing Trust. ص. 160. ISBN:0-87743-162-0. مؤرشف من الأصل في 2024-12-17.
11. ↑  Universal House of Justice. Messages 1963 to 1986. Wilmette, Illinois: Baháʼí Publishing Trust. ص. 738.
12. ↑  Effendi، Shoghi (1938). The World Order of Baháʼu'lláh. Wilmette, Illinois, USA: Baháʼí Publishing Trust. ص. 163. ISBN:0-87743-231-7. مؤرشف من الأصل في 2025-01-30.
13. ↑  Letter written on behalf of the Universal House of Justice to an individual believer, March 13, 1986. Published in Effendi، Shoghi (1983). Hornby, Helen (المحرر). Lights of Guidance: A Baháʼí Reference File. Baháʼí Publishing Trust, New Delhi, India. ص. 500. ISBN:81-85091-46-3. مؤرشف من الأصل في 2025-03-29.
14. 1 2  Taherzadeh، Adib (1977). The Revelation of Baháʼu'lláh, Volume 2: Adrianople 1863-68. Oxford, UK: George Ronald. ص. 352. ISBN:0-85398-071-3. مؤرشف من الأصل في 2018-08-31.
15. ↑  Effendi، Shoghi (1938). The World Order of Baháʼu'lláh. Wilmette, Illinois, USA: Baháʼí Publishing Trust. ص. 102. ISBN:0-87743-231-7. مؤرشف من الأصل في 2023-09-28.
16. ↑  Karl Weaver (2017). Explanation of a Zoroastrian Prophecy: Length of the "Baháʼí Cycle". نسخة محفوظة 2025-03-29 على موقع واي باك مشين.
17. ↑  Effendi، Shoghi (1944). God Passes By. Wilmette, Illinois, USA: Baháʼí Publishing Trust. ص. 100. ISBN:0-87743-020-9. مؤرشف من الأصل في 2024-09-15.
18. 1 2 3 4  Smith، Peter (2008). An Introduction to the Baha'i Faith. Cambridge: Cambridge University Press. ص. 108–109. ISBN:978-0-521-86251-6. مؤرشف من الأصل في 2025-03-10.
19. ↑  Taherzadeh، A. (1984). The Revelation of Baháʼu'lláh, Volume 3: ʻAkka, The Early Years 1868-77. Oxford, UK: George Ronald. ص. 339. ISBN:0-85398-144-2. مؤرشف من الأصل في 2018-08-28.
20. 1 2  Fisher، Mary Pat (1996). Living Religions: An Encyclopaedia of the World's Faiths. I B Tauris & Co Lt. ص. 417–418. ISBN:1-86064-148-2. مؤرشف من الأصل في 2023-05-31.
21. ↑  Baháʼu'lláh (1976). Gleanings from the Writings of Baháʼu'lláh. Wilmette, Illinois, USA: Baháʼí Publishing Trust. ص. 116. ISBN:0-87743-187-6.
22. ↑  Smith، Peter (2000). "Manifestations of God". A concise encyclopedia of the Baháʼí Faith. Oxford: Oneworld Publications. ص. 231. ISBN:1-85168-184-1.
23. ↑  Compilations (1983). Hornby, Helen (المحرر). Lights of Guidance: A Baháʼí Reference File. Baháʼí Publishing Trust, New Delhi, India. ص. 414. ISBN:81-85091-46-3. مؤرشف من الأصل في 2025-03-29.
24. 1 2  Smith، Peter (2000). "Iqan, Kitab-i". A concise encyclopedia of the Baháʼí Faith. Oxford: Oneworld Publications. ص. 202–204. ISBN:1-85168-184-1. مؤرشف من الأصل في 2025-01-15.

## للقراءة الإضافية
المصادر الأولية
- ʻAbdu'l-Bahá (1981) [1904-06]. من مفاوضات عبد البهاء. Wilmette, Illinois, USA: Baháʼí Publishing Trust. ISBN:0-87743-190-6.
- Baháʼu'lláh (1976). Gleanings from the Writings of Baháʼu'lláh. Wilmette, Illinois, USA: Baháʼí Publishing Trust. ISBN:0-87743-187-6.
- Baháʼu'lláh (2003) [1862]. Kitáb-i-Íqán: The Book of Certitude. Wilmette, Illinois, USA: Baháʼí Publishing Trust. ISBN:1-931847-08-8. مؤرشف من الأصل في 2025-03-27.
- Baháʼu'lláh (1991). The Proclamation of Baháʼu'lláh. Haifa, Israel: Baháʼí Publishing Trust. ISBN:0-87743-065-9. مؤرشف من الأصل في 2024-04-17.
- Effendi، Shoghi (1981). The Dispensation of Baháʼu'lláh. Wilmette, Illinois, USA: Baháʼí Publishing Trust. ISBN:0-900125-46-2. مؤرشف من الأصل في 2023-09-28.

المصادر الثانوية
- Brownstein، Ted (2006). "Out of Jewish Roots: Studies of Prayer Patterns in Jewish, Christian, Muslim and Baháʼí Worship". Irfan Colloquia. Wilmette, IL: Irfan Colloquia. ج. 7. ص. 29–66.
- Hatcher, W.S.؛ Martin, J.D. (1998). The Baháʼí Faith: The Emerging Global Religion. Wilmette, Illinois, USA: Baháʼí Publishing Trust. ISBN:0-87743-264-3. مؤرشف من الأصل في 2024-12-05.